# Dominique Maltais
Dominique Maltais (Petite-Rivière-Saint-François, 9 novembre 1980) è un'ex snowboarder canadese, vincitrice di 5 Coppe del Mondo di snowboard cross, due medaglie olimpiche e due mondiali.

## Biografia
Specialista dello snowboard cross, ha esordito in Coppa del Mondo di snowboard l'11 dicembre 2003 a Whistler, in Canada, classificandosi 23ª. Ha ottenuto il suo primo podio nel massimo circuito nella stessa edizione, il 5 gennaio 2004, classificandosi 2ª a Bad Gastein. Durante la successiva Coppa del Mondo di snowboard 2005 ha ottenuto la prima vittoria, il 15 dicembre a Nassfeld. Si è ritirata al termine dell'edizione 2015, dopo 38 podi nel massimo circuito, di cui 15 vittorie.
Nel suo palmarès figurano due medaglie olimpiche, un argento a Soči 2014 e un bronzo a Torino 2006, due medaglie iridate, un argento
a Stoneham 2013 e un bronzo a La Molina 2011, e 5 Coppe del Mondo di snowboard cross. Risulta essere la snowboarder che ha vinto più Coppe del Mondo di snowboard cross.

## Palmarès

### Olimpiadi
- 2 medaglie:
  - 1 argento (snowboard cross a Soči 2014)
  - 1 bronzo (snowboard cross a Torino 2006)

### Mondiali
- 2 medaglie:
  - 1 argento (snowboard cross a Stoneham 2013)
  - 1 bronzo (snowboard cross a La Molina 2011)

### Coppa del Mondo
- Miglior piazzamento in classifica generale: 2ª nel 2011
- Vincitrice della Coppa del Mondo di snowboard cross nel 2006, nel 2011, nel 2012, nel 2013 e nel 2014
- 38 podi:
  - 15 vittorie
  - 13 secondi posti
  - 10 terzi posti

#### Coppa del Mondo - vittorie
| Data             | Luogo            | Paese       | Disciplina |
| ---------------- | ---------------- | ----------- | ---------- |
| 15 dicembre 2004 | Nassfeld         | Austria     | SBX        |
| 4 gennaio 2006   | Bad Gastein      | Austria     | SBX        |
| 17 marzo 2006    | Furano           | Giappone    | SBX        |
| 7 dicembre 2010  | Lech am Arlberg  | Austria     | SBX        |
| 8 dicembre 2010  | Lech am Arlberg  | Austria     | SBX        |
| 17 dicembre 2010 | Telluride        | Stati Uniti | SBX        |
| 8 febbraio 2012  | Blue Mountain    | Canada      | SBX        |
| 7 dicembre 2012  | Montafon         | Canada      | SBX        |
| 14 dicembre 2012 | Telluride        | Stati Uniti | SBX        |
| 9 marzo 2013     | Arosa            | Svizzera    | SBX        |
| 21 marzo 2013    | Sierra Nevada    | Spagna      | SBX        |
| 11 gennaio 2014  | Vallnord-Arcalís | Andorra     | SBX        |
| 11 marzo 2014    | Veysonnaz        | Svizzera    | SBX        |
| 15 marzo 2014    | La Molina        | Spagna      | SBX        |
| 15 marzo 2015    | Veysonnaz        | Svizzera    | SBX        |